# 太子橋
太子橋（たいしばし）は、大阪府大阪市旭区にある町名。現行行政地名は太子橋一丁目から太子橋三丁目。

## 地理
旭区の北東部に位置し、西に大宮、南西に今市、南東と東に守口市と接している。

### 河川
- 淀川

## 世帯数と人口
2019年（平成31年）3月31日現在の世帯数と人口は以下の通りである。
| 丁目         | 世帯数    | 人口    |
| ------------ | --------- | ------- |
| 太子橋一丁目 | 1,268世帯 | 2,455人 |
| 太子橋二丁目 | 487世帯   | 1,028人 |
| 太子橋三丁目 | 1,673世帯 | 3,599人 |
| 計           | 3,428世帯 | 7,082人 |

### 人口の変遷
国勢調査による人口の推移。
| 1995年（平成7年）  | 8,317人 | [ 5 ] |  |
| 2000年（平成12年） | 7,768人 | [ 6 ] |  |
| 2005年（平成17年） | 7,259人 | [ 7 ] |  |
| 2010年（平成22年） | 6,738人 | [ 8 ] |  |
| 2015年（平成27年） | 7,047人 | [ 9 ] |  |

### 世帯数の変遷
国勢調査による世帯数の推移。
| 1995年（平成7年）  | 3,313世帯 | [ 5 ] |  |
| 2000年（平成12年） | 3,179世帯 | [ 6 ] |  |
| 2005年（平成17年） | 3,132世帯 | [ 7 ] |  |
| 2010年（平成22年） | 2,930世帯 | [ 8 ] |  |
| 2015年（平成27年） | 3,079世帯 | [ 9 ] |  |

## 学区
市立小・中学校に通う場合、学区は以下の通りとなる。なお、小学校・中学校入学時に学校選択制度を導入しており、通学区域以外に旭区の小学校・中学校から選択することも可能。
| 丁目         | 番   | 小学校               | 中学校             |
| ------------ | ---- | -------------------- | ------------------ |
| 太子橋一丁目 | 全域 | 大阪市立太子橋小学校 | 大阪市立今市中学校 |
| 太子橋二丁目 | 全域 | 大阪市立太子橋小学校 | 大阪市立今市中学校 |
| 太子橋三丁目 | 全域 | 大阪市立太子橋小学校 | 大阪市立今市中学校 |

## 事業所
2016年（平成28年）現在の経済センサス調査による事業所数と従業員数は以下の通りである。
| 丁目         | 事業所数  | 従業員数 |
| ------------ | --------- | -------- |
| 太子橋一丁目 | 56事業所  | 391人    |
| 太子橋二丁目 | 14事業所  | 68人     |
| 太子橋三丁目 | 39事業所  | 277人    |
| 計           | 109事業所 | 736人    |

## 交通

### 鉄道
- 大阪市高速電気軌道
  - 谷町線・今里筋線 太子橋今市駅

### 道路
- 国道1号
- 国道479号

## 施設
- 大阪府立淀川工科高等学校
- 大阪市立太子橋小学校
- 旭警察署 太子橋交番
- 旭今市太子橋郵便局
- 淀川河川公園
- 金紋ソース本舗
- マックスバリュ 太子橋店

## その他

### 日本郵便
- 〒535-0001[3]（集配局：大阪旭郵便局[13]）